# 馮順宣
馮順宣（16世紀—16世紀），字子謙，廣東廣州府番禺縣龍灣人，軍籍，明朝政治人物。

## 生平
馮順宣個性高潔，不輕易求見官府，是隆慶四年（1570年）庚午科廣東鄉試舉人，曾協助鄉人梁瑞鸞免於死罪，救活數十人，後授教諭，陞石首知縣，萬曆三十六年（1608年）任德安知縣，勤於吏治，愛護士子，又翻新文廟，陞路南州知州有名聲，因被中傷左遷晉王府長史，很快辭官回鄉，布衣蔬食亦怡然自得，八十四歲去世，入祀鄉賢祠。

## 引用
1. 1 2  同治《番禺縣志·卷三十九·列傳八》：馮元，字大本，龍灣人……嘉靖十六年舉於鄉，二十年成進士……子順宣，字子謙，性高潔不輕上刺州邑，舉隆慶四年鄉試，有里人梁瑞鸞等冤陷重辟，順宣傾身營救，事得白活十餘人，由教諭歷知石首、德安，晉路南知州，所在有聲，而屢抑於讒，左遷晉王府長史拂衣歸，不問家人生產，布衣蔬食晏如也，卒年八十四，祀鄉賢，順宣子挺衡，別有傳。……據任志修
2. ↑  同治《德安縣志·卷八·職官志》：馮順宣，番禺人，萬厯三十六年任德安縣，虛懷好士，鼎新文廟，聿觀厥成，勤於吏治，善政未可枚舉，去後遺愛猶存。